# 기술직

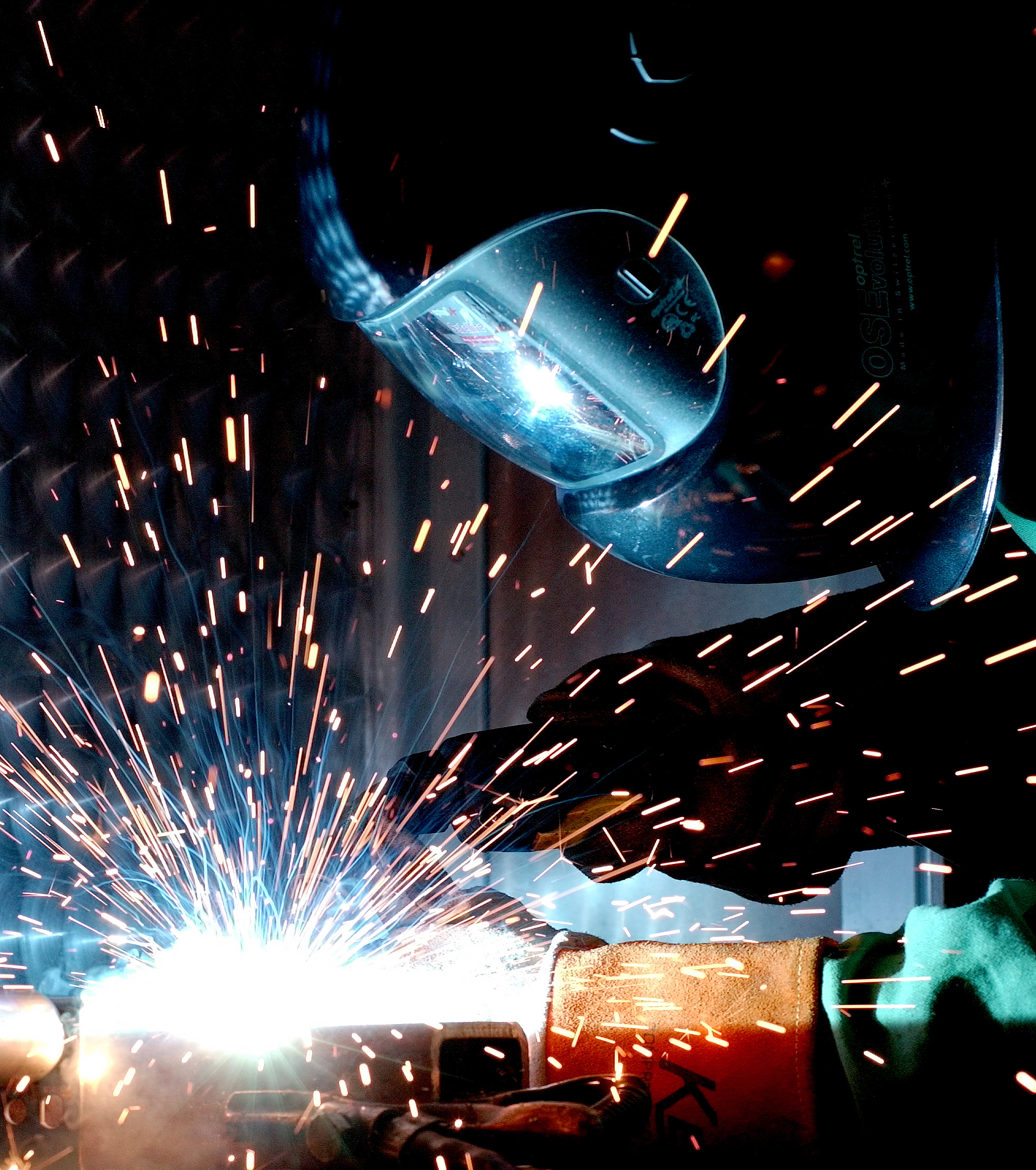
용접공

기술직(技術職, Tradesperson)은 특정 기술을 전문으로 하는 숙련된 노동자이다. 기술직은 일반적으로 업무 경험, 현장 교육, 견습 프로그램 또는 정규 교육을 통해 기술을 습득한다.
장인이나 장인이 아닌 상인은 반드시 수작업에 국한되지 않는다.

## 관련 문서
- 장인
- 장인 (기능직)
- 직인
- 길드
- 그레이칼라
- 기술자
- 직업교육
- 노동조합
- 리모델링